# Transportabla radiosändare för Deutsche Reichspost

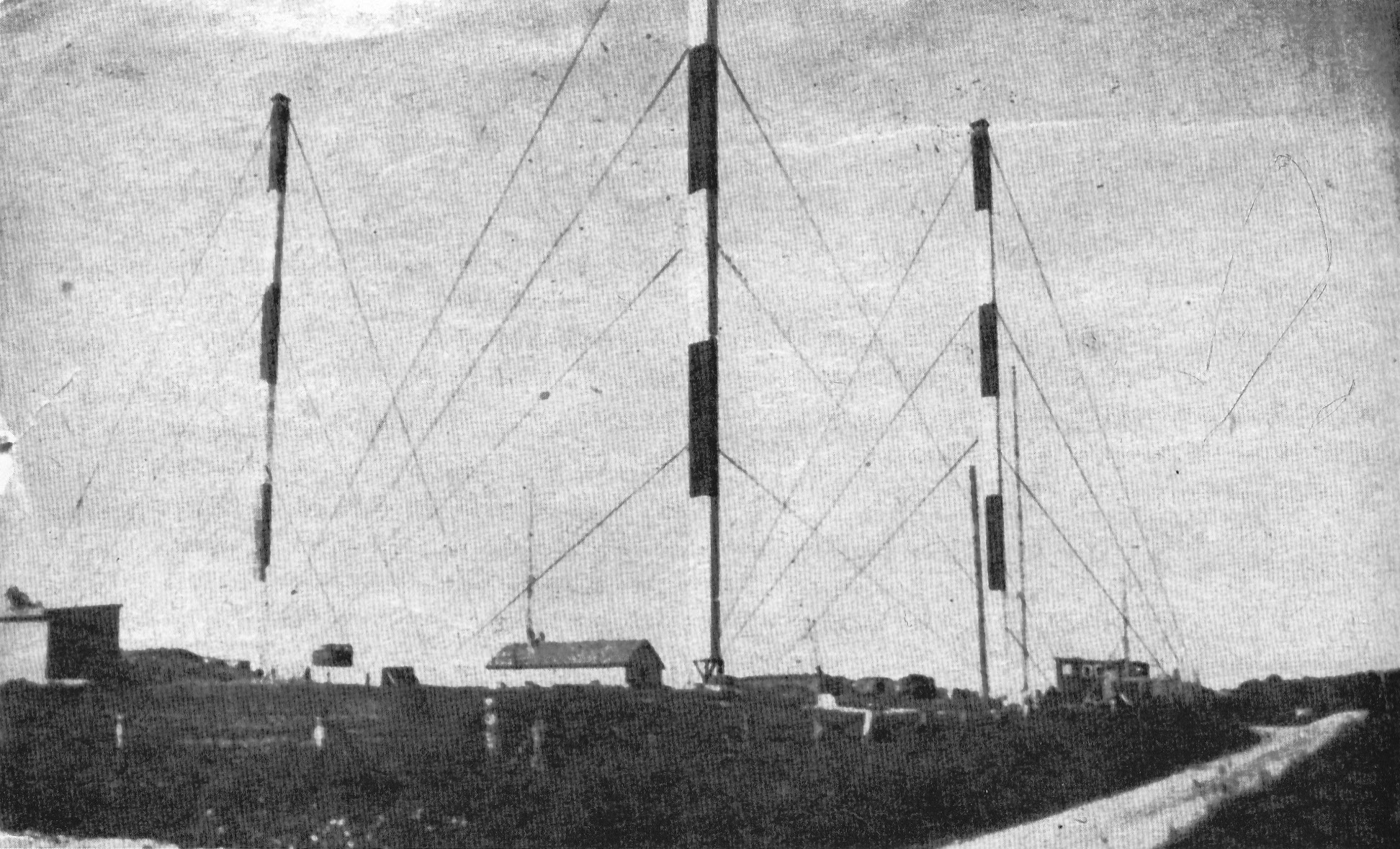
Antennanläggning i Hellerud utanför Oslo, 1945 (Sender L)

Under 1930-talet anförskaffade det tyska postverket Deutsche Reichspost, DRP, ett antal transportabla rundradiosändare. Syftet var att möjliggöra bättre radiotäckning i områden där man ännu inte uppfört fasta radiosändare eller där befintliga sändare som var för svaga skulle byggas om utan att radiotäckningen i området helt skulle försvinna under ombyggnadstiden.

## Bakgrund
Vid den här tiden befann sig det nya mediet rundradion under stark utveckling. Till skillnad från många andra europeiska länder var det i Tyskland mer en statlig än en privat angelägenhet. Redan 1932 gjorde nationalkonservativa krafter den tyska radion till en centralstyrd och enhetligt behandlad inrättning, även om organisationen i sig bestod av flera, självständiga bolag. År 1933 tog nazisterna över regeringsmakten i Tyskland och satte de dittills självständiga bolagen i likvidation. De ersattes  från 1 april 1934 av organisationen Reichssender med underlydande lokalstationer och bildade Reichs-Rundfunk-Gesellschaft m.b.H. (RRG). RRG underställdes rundradioavdelningen (Abteilung III) vid det 13 mars 1933 inrättade propagandaministeriet och hamnade därmed under Joseph Goebbels kontroll. Rundradio var ett viktigt maktpolitiskt instrument  och nazisterna insåg tidigt dess betydelse. Att sändningarna blev ett exklusivt instrument för Goebbels departement var dock omstritt i regeringskretsar. År 1933 hamnade Hermann Göring och Goebbels i dispyt om vem som skulle ha kontrollen över etermediet eftersom Göring inte ville att Goebbels skulle få kontroll över propagandan riktad till utlandet. Den 24 maj beslutade dock Hitler till Goebbels favör.
Utvecklingen i Europa gick snabbt och den tyska huvudsändartypen, vars effekt bedöms ha legat runt cirka 1,5 kW, måste snart ersättas av storsändare med en uteffekt om 60 kW och mer. Problemet var dock att DRP inte hade någon beredskap för detta och det fanns inga metoder att snabbt ersätta eller komplettera gamla anläggningar med nya sändare. Reichspostministerium, RPM, tog därför beslut att bygga en transportabel sändare om 20 kW uteffekt. Detta var något helt nytt eftersom det inte fanns någon liknande konstruktion sedan tidigare. Det skulle bli en mycket stor ingenjörsmässig bedrift, sett till de höga kostnaderna, den stora ekonomiska investeringen och ovissheten om slutresultatet.
Inledningsvis diskuterades att sändaren skulle inrymmas i specialbyggda järnvägsvagnar, men förslaget förkastades eftersom de befintliga sändarplatserna där en transportabel sändare skulle kunna placeras, var alltför ensligt belägna för att komma ifråga för en spåranslutning. Skulle man dessutom behöva bygga en helt ny järnvägslinje till sändarplatsen, och inte bara en anslutning till en befintlig linje, skulle kostnaderna kunna bli astronomiska. Så småningom kom emellertid en spårburen sändare att byggas, dock avsedd för annat ändamål.

## De första sändarna byggs

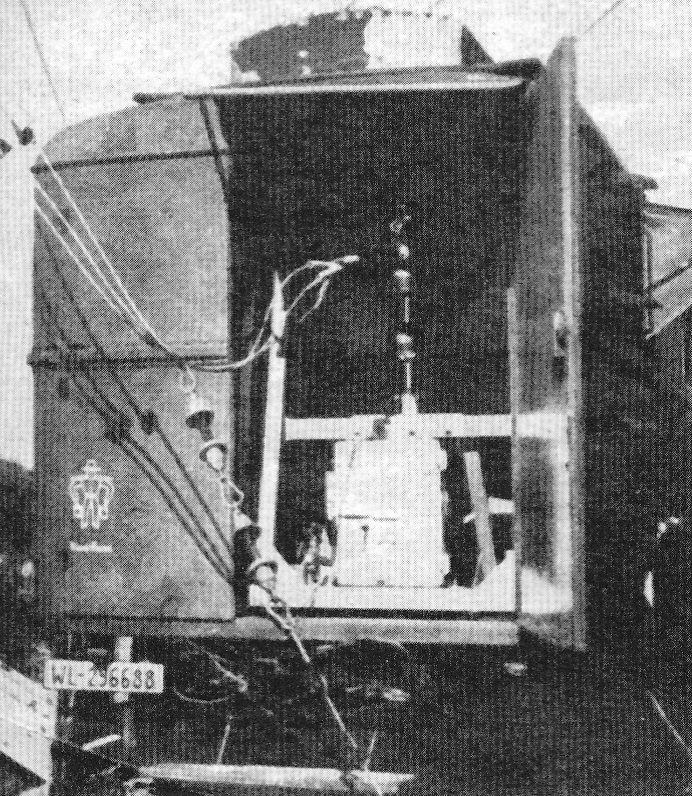
Antennavstämningshytten, Sender L (serie 2)

Parallellt med att man projekterade en ny storsändare i Berlin-Tempelhof inleddes 1932 ett samarbete med Telefunken som fick i uppdrag att ta fram högfrekvens- och modulatorsteg för ett transportabelt, lastbilsmonterat sändarsystem. Sender 1 utvecklades även tillsammans med leverantörerna Gottlieb Büchner (Berlin-Lichtenberg), C. H. Jucho (Dortmund), AEG (Berlin) och Siemens & Halske (Berlin). Det finns mycket lite information om de personer som deltog i utvecklingen, men på våren 1934 stod det första systemet klart och togs i drift. De erfarenheter man gjorde under framtagningsarbetet kom att utnyttjas för de övriga sändarsystemen i den inledande serien, Sender 2-Sender 5, varav fyra mellanvågssändare (1-4) och en långvågssändare (5).

### Sändarförteckning serie 1
Till följd av storleken på de fordon som man använde för de första fem sändarna kallades serien för mittelwellen-/langwellensender schwerer bauart, det vill säga tung mellanvågs-/långvågssändare.
| Sändare  | Typ                                | Driftsättning   | Urdrifttagning       | Öde vid krigsslutet                                                                                    |
| -------- | ---------------------------------- | --------------- | -------------------- | --- |
| Sender 1 | Lastbilsmonterad mellanvågssändare | Tidig höst 1934 | Mitten av april 1945 | Fordonsparken skingrad efter att sista sändarplatsen på Wilhelmshöhe i Schonach övergivits i all hast. |
| Sender 2 | Lastbilsmonterad mellanvågssändare | 25 augusti 1936 | 1 maj 1945           | Systemet övertogs av spanska staten.                                                                   |
| Sender 3 | Lastbilsmonterad mellanvågssändare | 12 maj 1938     | 10 maj 1945          | Systemet överlämnat till brittisk trupp.                                                               |
| Sender 4 | Lastbilsmonterad mellanvågssändare | 22 juni 1938    | 6-7 maj 1945         | Systemet erövrades och plundrades av amerikansk trupp eller österrikiska motståndsmän.                 |
| Sender 5 | Lastbilsmonterad långvågssändare   | 23 augusti 1939 | 13 maj 1945          | Systemet erövrades och övertogs av brittisk trupp 10 maj 1945.                                         |

#### Teknik
Den första sändaren, Sender 1, bestod av två ekipage som vardera drogs av en tvåaxlig dragbil av typen Henschel 5 J 0. Förutom den tillkopplade semitrailern drog det ena ekipaget dessutom ett enaxligt släp och det andra ett treaxligt släp. I det förstnämnda ekipaget inrymdes i trailern modulatorenheten (sändaren) och i det enaxliga släpet antennavstämningsenheten. I det andra ekipaget fanns övrig utrustning och i det treaxliga släpet hade man byggt in elverk och kylanläggning. Fordonspåbyggnaderna var konstruerade av Gaubschat Fahrzeugwerke i Berlin-Neukölln.

### Sändarförteckning serie 2
I och med den andra serien sändare hade man gjort om den tekniska lösningen utifrån de erfarenheter man gjort med den första serien. Tekniken inrymdes nu i lättare lastbilar och konceptet kallades därför mittelwellen-/langwellensender leichter bauart, det vill säga lätt mellanvågs-/långvågssändare. Någon Sender J eller Sender R - Sender X eller Sender Z - Sender Ö byggdes aldrig.
| Sändare                        | Typ                                | Driftsättning     | Urdrifttagning | Öde vid krigsslutet |
| ------------------------------ | ---------------------------------- | ----------------- | -------------- | --- |
| Sender A (Anton)               | Lastbilsmonterad mellanvågssändare | Juni 1940         | 8 maj 1945     | Erövrad av brittisk trupp i Waren an der Müritz. |
| Sender B (Berta)               | Lastbilsmonterad mellanvågssändare | Augusti 1940      | Maj 1945       | Grupperad och maskerad i en skog nära Viechtach utanför Cham där den stacks i brand av amerikansk trupp |
| Sender C (Cäsar)               | Lastbilsmonterad mellanvågssändare | Oktober 1940      | September 1944 | Erövrad av sovjetisk trupp i Bukarest, sannolikt på en flygplats. |
| Sender D (Dora)                | Lastbilsmonterad mellanvågssändare | Senhösten 1940    | 13 maj 1945    | Överlämnad till brittisk trupp efter att ha byggts upp i stadsdelen Örmoos i Mariapfarr im Lungau där den fungerat som Soldatensender Südost. |
| Sender E (Emil)                | Lastbilsmonterad mellanvågssändare | December 1940     | April 1945     | Lämnad i Pisek. Personalen tillfångatogs i maj 1945 av amerikansk trupp i Strakonice. |
| Sender F (Fritz)               | Lastbilsmonterad mellanvågssändare | Vintern 1940/1941 | 2 maj 1945     | Då Armégrupp C kapitulerade 2 maj 1945 sändes överbefälhavaren Hans Röttigers tal till trupperna från stationens grupperingsplats i Eppan. Personalen gick sedan i krigsfångenskap i Brixen. |
| Sender G (Gustav)              | Lastbilsmonterad mellanvågssändare | Maj 1941          | 9 maj 1945     | Halva anläggningen kvarstod grupperad i Gasteinau medan den andra halvan begav sig till Österrike (besättningen var till stor del österrikisk) och gick i krigsfångenskap. |
| Sender H (Heinrich)            | Lastbilsmonterad mellanvågssändare | Augusti 1941      | April 1945     | Efter att ha grupperat stationen i Eppan (Eppan an der Weinstraße) vid Bolzano och där sänt den tyska kapitulationen i Norditalien gick personalen i krigsfångenskap i Brixen. Delar av anläggningen finns idag på Deutsches Technikmuseum i Berlin.                                                                                  |
| Sender I (Ida)                 | Lastbilsmonterad mellanvågssändare | Augusti 1941      | Maj 1945       | Efter att sändaren körts till Leogang i Tyrolen överlämnades den i maj till amerikansk trupp. Personalen gick sedan i krigsfångenskap. |
| Sender K (Kurfürst)            | Lastbilsmonterad mellanvågssändare | Oktober 1941      | April 1945     | Sannolikt överlämnad till sovjetisk trupp i Berlin-Gatow. |
| Sender L (Lapland)             | Lastbilsmonterad långvågssändare   | Oktober 1940      | 8 maj 1945     | Denna anläggning, Laplandsender, sände bland annat det svenskspråkiga programmet Radio Königsberg med början i februari 1945. I januari samma år hade den byggts upp i Hellerud, ca 5 km öster om Oslos centrum. Efter att de tyska styrkorna i Norge kapitulerat övertogs sändaren av brittisk trupp och övergick sedan i norsk ägo. |
| Sender M (Martha)              | Lastbilsmonterad långvågssändare   | April 1941        | 4 maj 1945     | Överlämnad till brittisk trupp i Lübeck-Schlutup. |
| Sender N (Nordpol)             | Lastbilsmonterad långvågssändare   | Början av 1941    | 5 maj 1945     | Sändaren, i intakt skick, överlämnad till amerikansk trupp i Rosenheim. |
| Sender O (Otto)                | Lastbilsmonterad långvågssändare   | Mars 1942         | 10 maj 1945    | Överlämnad till brittisk trupp i Jarplund, 6 km söder om Flensburg. |
| Sender P (Paul)                | Lastbilsmonterad långvågssändare   | 20 maj 1942       | Maj 1945       | Den intakta anläggningen överlämnades till amerikansk trupp i Nußdorf am Inn vid Rosenheim. |
| Sender Q (Quelle)              | Lastbilsmonterad långvågssändare   | 20 juni 1942      | 13 maj 1945    | Överlämnad till brittisk trupp i Mariapfarr im Lungau. Personalen gick i krigsfångenskap. |
| Sender Y (Inget känt tillnamn) | Lastbilsmonterad långvågssändare   | November 1942     | April/maj 1945 | Efter att i oktober 1944 ha omgrupperat till Padua, sannolikt för att användas för sändningar i propagandaoperationen Südstern, erövrades anläggningen av amerikansk trupp. |

De datum i tabellen som anger urdrifttagning är den sista verifierbara noteringen för stationens verksamhet. Driften upphörde i de flesta fall tidigare, vilket kan utläsas av noteringen i spalten "öde vid krigsslutet".

#### Teknik
Jämfört med den första, förhållandevis lilla serien sändare, blev den andra serien betydligt större. En komplett sändare bestod av knappt två dussin fordon. Det vanligaste fordonet var en lastbil av typen Mercedes Benz LG 3000, men även Mercedes Benz LG 4000 förekom. I tabellen nedan förtecknas fordonen i den ordning de hade då en komplett sändarstation förflyttade sig. Den första bokstaven i den treställiga beteckningen avser sändar-ID, siffran fordonets plats i kolonnen och den sista bokstaven avser fordonstypen.
| Fordon                | Typ                             | Beteckning                                        | Utrustning/ändamål |
| --------------------- | ------------------------------- | ------------------------------------------------- | --- |
| Personbil             | Sannolikt Kübelwagen            | A1P-Q1P (P = Personenwagen)                       | Persontransport |
| Styrsändarhytt        | Lastbil                         | A2V-Q2V (V = Vorstufenwagen)                      | Styrsändare med slutförstärkare och övervakningsutrustning |
| Slutstegshytt         | Lastbil                         | A3E-Q3E (E = Endstufenwagen)                      | Effektsteg till sändaren samt övervakningsutrustning |
| Kylhytt               | Lastbil                         | A4W-Q4W (W = Wasserwagen)                         | Vattenkylningsutrustning för slutsteg och modulator |
| Modulatorhytt         | Lastbil                         | A5M-Q5M (M = Modulatorwagen)                      | Sändarens modulatorsteg |
| Samfrekvenshytt       | Lastbil                         | A6F-K6F                                           | Utrustning för samfrekvens-/isofrekvenssändning |
| Likriktarhytt         | Lastbil                         | A7G-Q7G (G = Gleichrichterwagen)                  | Likriktarutrustning/anodspänningsförsörjning för sändarslutsteg och modulator |
| Materielbil           | Lastbil                         | A8U-Q8U                                           | Rullande verkstad och reservdelslager. Vid transport drog den ett reservkraftsaggregat (A9N-Q9N) |
| Reservkraftaggregat   | Släpvagn, enaxlig               | A9N-Q9N (N = Notstromerzeugeranhänger)            | Elverk 15 kVA för reservkraftsförsörjning |
| Dragfordon            | Halvbandvagn, vanligen SdKfz 8  | A9Z-Q9Z (Z = Zugmaschine)                         | Dragfordon för sändarens elverk (A9D-Q9D) |
| Elverk                | Släpvagn, treaxlig              | A9D-Q9D (D = Dieselwagen)                         | Elverk 162 kVA till sändaranläggningen; drogs av en halvbandvagn |
| Tankfordon            | Lastbil                         | A10B-Q10B (B = Brennstofftankwagen)               | Lastbil med en dieseltank om 2000 L till sändaranläggningens elverk och reservkraftaggregat |
| Antennavstämningshytt | Lastbil                         | A11A-Q11A (A = Antennabstimmittelwagen)           | Antennavstämningsenhet samt dragfordon för kabelvagn (A11L-Q11L) |
| Kabelvagn             | Släpvagn, enaxlig               | A11L-Q11L                                         | Kabelvagnen bar kabeltrummor för de HF- (högfrekvens) och stationskablar som anslöt antennavstämningshytten, styrsändarhytten och slutstegshytten till varandra |
| Mastbil               | Lastbil                         | A12T-Q12T                                         | Mastbilen hade en fastmonterad 45 m hög teleskopmast som svängdes upp till vertikal position och sedan vevades upp |
| Mastbil               | Lastbil (Mercedes-Benz LG 4000) | A13R-Q13R (R = Rundstahlmastwagen)                | Transporterade mastsektionerna för en 50 m hög fackverksmast |
| Masttillbehörsbil     | Lastbil (Mercedes-Benz LG 4000) | A14H-Q12H (H = Hilfsmastwagen)                    | Masttillbehörsbilen transporterade den hjälpmast (spira) som behövdes för att bygga 50 m-masten samt alla tillbehör som behövdes. |
| Kopplingshytt         | Lastbil                         | A15K, E15K, H15K, L15K, O15K (K = Kopplungswagen) | Kopplingshytten användes då man skulle koppla samman flera sändaranläggningar (20 kW) som då, tillsammans med samfrekvenshytten, blev en sändare med en uteffekt om 40 eller 60 kW. Av denna anledning byggdes inte en kopplingshytt per sändaranläggning. Kopplingshytten drog i förekommande fall ett fältkok (A15X, E15X, H15X, L15X, O15X) |
| Fältkok               | Släpvagn, enaxlig               | A15X, E15X, H15X, L15X, O15X                      | Fältkok för matlagning |
| Stationskabelbil      | Flaklastbil                     | A16FF-Q16FF (FF = Feldfernkabelwagen)             | Bilen transporterade stationskabel på trummor för sammankoppling av de olika enheterna. |
| Kabelbyggnadsbil      | Flaklastbil                     | A17FB-Q17FB (FB = Feldfernkabelbauwagen)          | Kabelbyggnadsbilen bar stationskabel på trummor och kabelbyggnadsmateriel |
| OB-buss               | Lastbil                         | A18Ü-Q18Ü (Ü = Übertragungswagen)                 | OB-bussen var en rullande radiostudio |
| Motorcykel            | Motorcykel, DKW                 | A19S-Q19S                                         | Motorcykeln användes för ordonnansuppdrag |

## Järnvägssändare
Även om förslaget att inrymma sändare i järnvägsvagnar inledningsvis stupade på att de ansågs opraktiska kom i alla fall en sändare att byggas, med syftet att användas som radiofyr.
| Sändare             | Typ                                | Driftsättning | Urdrifttagning | Öde vid krigsslutet |
| ------------------- | ---------------------------------- | ------------- | -------------- | --- |
| Schwertes Funkfeuer | Järnvägsmonterad mellanvågssändare | Mars 1945     | April          | Denna sändare beställdes redan i maj 1942, men blev aldrig helt färdig och insattes som provisorium i mars 1945. Den överlämnades till amerikansk trupp i trakten av Cham/Miltach. |

### Teknik
I november 1942 införskaffades sju oinredda järnvägsvagnar Littera WR 4ü (av franska Wagon Restaurant eftersom modellen ursprungligen var tänkt som restaurangvagn) som tillverkats av WUMAG, Waggon- und Maschinenbau AG. För vissa av ombyggnadsarbetena kontrakterade WUMAG en underleverantör, SGP (Simmering-Graz-Pauker AG) i Wien, vilka fick i uppdrag att bygga om vagnarna B, R, M och GI. Dessa genomgick omfattande ombyggnadsarbeten, framför allt av tak och väggar, men delvis även underredet. Bland annat isolerades tak och väggar med träfiberplattor. Vagnarna försågs med såväl ångvärme som vattenburen värme. Boggierna byttes mot nya av typ Görlitz III S, men vagnarna D 1 och D 2, vilka skulle bära reservkraftaggregatet, försågs med treaxliga amerikanska svanhalsboggier, även kallade Pennsylvaniaboggier.
| Vagn | Vagnnummer | Littera                      | Användning/utrustning | Anmärkning |
| ---- | ---------- | ---------------------------- | --- | --- |
| R    | 974 Berlin | Post-Sdr N4 (Postsändare N4) | Kylanläggning och likriktarutrustning för högfrekvenssteget | |
| S    | 973 Berlin | Post-Sdr N4                  | Sändarens högfrekvensdel samt styrsändare och slutsteg | |
| M    | 975 Berlin | Post-Sdr N4                  | Modulatorsteg med modulationstransformator, högfrekvenssteg och kontrollutrustning för sändaren | |
| GI   | 976 Berlin | Post-Sdr N4                  | Högspänningslikriktare, lågspänningsställverk och nättransformator | |
| D1   | 978 Berlin | Post-Sdr N5                  | Dieseldriven generator, kompressor typ KD 215 D samt bränsletank | |
| D2   | 979 Berlin | Post-Sdr N5                  | Dieseldriven generator, kompressor typ KD 215 D samt bränsletank | |
| B    | 977 Berlin | Post-Sdr N4ü                 | Vagn B var tänkt att inrymma en liten verkstad tillsammans med ett reservdelsförråd samt driftledningsrum, sammanträdesrum, fjärrskriftrum och telefonväxel. Under transport skulle den placeras mellan loket och vagn R. | Vagnen skadades så svårt, sannolikt vid ett flyganfall som berörde SGP i december 1944/januari 1945, att den skrotades redan innan den hann driftsättas. Funktionen ersattes istället av två vagnar littera MCi som kom att inrymma verkstad respektive reservdelsförråd. |

## TV-sändare
Parallellt med att man tog fram de transportabla radiosändarna i serie 1 utvecklade man också en transportabel TV-sändare som arbetade på UHF-bandet. Sändaren, som totalt bestod av tolv fordon, byggdes på tvåaxliga Mercedes-Benz-lastbilar av modellen Lo 3500. Sammanlagt kom man att producera tre sändare med något olika sammansättning. Alla tre sändarna hade vardera en sändar-, förstärkar-, strömförsörjnings-, filter- och en generatorhytt. Till detta kom en projektor-, en verkstads- och en kontorshytt. Från och med 18 juli 1935 tillkom dessutom två tankvagnar. Förutom dessa fordon ingick också en lastbil och en personbil. Den första sändaren levererades i juni 1935, den andra i mars 1936 och den tredje, som ursprungligen bara bestod av sändar-, förstärkar-, strömförsörjnings- och filterhytt, levererades i januari 1937 och kompletterades senare. Även den andra sändaren kom att kompletteras efter hand.